# Tommy Söderström
Tommy Söderström (* 17. července 1969, Stockholm) je bývalý švédský lední hokejista, brankář. Se švédskou reprezentací získal zlatou medaili na dvou mistrovství světa, v letech 1991 a 1992, kde byl také vyhlášen nejlepším brankářem turnaje. Má též stříbro ze šampionátu v roce 1993 a z mistrovství světa juniorů 1989. Zúčastnil se též MS 1990, olympijských her v roce 1992 (5. místo) a 1998 (5. místo), Kanadského poháru 1991 a Světového poháru 1996. Za národní tým odchytal 65 utkání. S Djurgårdens IF se stal dvakrát mistrem Švédska (1991, 2000). Roku 1998 získal ocenění Zlatá helma pro nejužitečnějšího hráče švédské ligy. Působil v Djurgardenu v letech 1986-1992 a 1997-2000. Strávil též pět sezón v severoamerické NHL, v dresu Philadelphia Flyers (1992-1994) a New York Islanders (1994-1997). Odchytal v NHL 156 utkání (8189 minut), 10x udržel čisté konto, průměrně obdržel 3,63 gólu na zápas a dosáhl úspěšnosti zásahů 88,37 procenta. Strávil nějaký čas též v AHL v dresu Hershey Bears a Rochester Americans. Zahrál si též International Hockey League za Utah Grizzlies.